# Muricella rubra
Muricella rubra is een zachte koraalsoort uit de familie Acanthogorgiidae. De koraalsoort komt uit het geslacht Muricella. Muricella rubra werd in 1905 voor het eerst wetenschappelijk beschreven door Thomson. 